# العلاقات النيجرية البالاوية
العلاقات النيجرية البالاوية هي العلاقات الثنائية التي تجمع بين النيجر وبالاو.

## مقارنة بين البلدين
هذه مقارنة عامة ومرجعية للدولتين:
| وجه المقارنة                                              | النيجر          | بالاو                         |
| --------------------------------------------------------- | --------------- | ----------------------------- |
| المساحة (كم2)                                             | 1.27 مليون      | 465                           |
| عدد السكان (نسمة)                                         | 21.48 مليون     | 21.73 ألف                     |
| الكثافة السكانية (ن./كم²)                                 | 16.91           | 4.67 ألف                      |
| العاصمة                                                   | نيامي           | نغيرولمود، كورور              |
| اللغة الرسمية                                             | لغة فرنسية      | لغة إنجليزية، اللغة البالاوية |
| العملة                                                    | فرنك غرب أفريقي | دولار أمريكي                  |
| الناتج المحلي الإجمالي (بليون دولار)                      | 8.12 مليار      | 291.54 مليون                  |
| الناتج المحلي الإجمالي (تعادل القوة الشرائية) بليون دولار | 19.01 مليار     | 326.12 مليون                  |
| الناتج المحلي الإجمالي الاسمي للفرد دولار أمريكي          | 358             | 13.50 ألف                     |
| الناتج المحلي الإجمالي للفرد دولار أمريكي                 | 938             | 14.76 ألف                     |
| مؤشر التنمية البشرية                                      | 0.348           | 0.780                         |
| رمز المكالمات الدولي                                      | +227            | +680                          |
| رمز الإنترنت                                              | .ne             | .pw                           |
| المنطقة الزمنية                                           | ت ع م+01:00     | ت ع م+09:00                   |

## منظمات دولية مشتركة
يشترك البلدان في عضوية مجموعة من المنظمات الدولية، منها:
| علم المنظمة | اسم المنظمة                                 | تاريخ انضمام النيجر | تاريخ انضمام بالاو |
| ----------- | ------------------------------------------- | ------------------- | ------------------ |
|             | مجموعة دول أفريقيا والكاريبي والمحيط الهادئ | ?                   | ?                  |
|             | مؤسسة التنمية الدولية                       | 24 أبريل 1963       | 16 ديسمبر 1997     |
|             | الأمم المتحدة                               | 20 سبتمبر 1960      | 15 ديسمبر 1994     |
|             | البنك الدولي للإنشاء والتعمير               | 24 أبريل 1963       | 16 ديسمبر 1997     |
|             | منظمة حظر الأسلحة الكيميائية                | ?                   | ?                  |
|             | مؤسسة التمويل الدولية                       | 7 يناير 1980        | 16 ديسمبر 1997     |
|             | وكالة ضمان الاستثمار متعدد الأطراف          | 10 مايو 2012        | 16 ديسمبر 1997     |
|             | يونسكو                                      | 10 نوفمبر 1960      | 20 سبتمبر 1999     |